# Cosme Roger
Cosme Roger ou Rougier, né à Paris vers 1615 et mort à Lombez le 20 décembre 1710 est un ecclésiastique cistercien français.
Supérieur général de l'ordre des Feuillants de 1666 à 1672, il fut évêque de Lombez de 1671 à 1710.

## Biographie
Fils de Michel et d'Isabelle Trouve, issue d'une famille parisienne, Cosme Roger est né à Paris et baptisé dans l'église Saint-Eustache vers 1615. Il devient cistercien et intègre l'ordre des Feuillants en 1632 où il prend le nom de dom Cosme Roger de Saint-Michel dans le couvent des Feuillants de Blérancourt du diocèse de Soissons. Il est ordonné prêtre à Soissons également en 1641 et il est pendant 30 ans prédicateur à Paris. 
Nommé général de son ordre en 1666 et abbé de Notre-Dame des Feuillants pour un second triennat en 1669, il est désigné comme évêque de Lombez en 1671 lorsque Jean-Jacques Séguier de La Verrière est transféré à l'évêché de Nîmes. Confirmé en le 14 décembre 1671, il est consacré à Paris en janvier 1672 par François de Harlay de Champvallon l'archevêque de Paris dans le couvent des Feuillants. Pendant son épiscopat il réside dans son diocèse, refuse de devenir évêque de Pamiers en 1680 et de participer à l'Assemblée du clergé de 1682. Il meurt à Lombez le 20 décembre 1710.

## Publications
- Oraison funèbre d'Henri de Bourbon, premier Prince du sang, imprimé à Bourges en 1653.
- Oraison funèbre d'Anne-Marie de Lorraine, abbesse de l'abbaye du Pont-aux-Choux, publiée à Paris en 1653[5].
- Oraison funèbre de la Reine Anne d'Autriche (1601-1666), en 1666.
- Oraison funèbre de Madame Bathilde de Harlay, abbesse de l'abbaye Notre-Dame-lès-Sens[6] de l'ordre de Saint-Benoît, en 1668.
- Oraison funèbre de Marie-Thérèse de France (1667-1672)[7].